# Mesguinxar
Mesguinxar (em persa: مشگين شهر; romaniz.: Mešgīnšahr) é uma cidade no distrito central do condado de Mesguinxar, na província do Ardabil, no Irã. Segundo o censo de 2016, havia 74 109 habitantes.

## História
Sob o nome de Quiave (Xiyāv), foi mencionada pelo autor do século XIV Handalá Mustaufi como uma das sete cidades no tuman de Pisquim, ou Misquim. Ele distinguiu entre as cidades de Quiave e Pisquim — Quiave ficava ao sul do Monte Sabalã e tinha clima quente, enquanto Pisquim (que disse ter sido anteriormente chamada de "Varavi") ficava ao norte do Monte Sabalã e tinha clima úmido porque a montanha a protegia do sol. Ambas tiravam água dos riachos que desciam da montanha. O distrito de Pisquim cultivava grãos e frutas em abundância, enquanto Quiave cultivava principalmente grãos. Pisquim foi avaliada por um valor de imposto de 5 200 dinares, enquanto Quiave foi avaliada em dois mil. Mustaufi escreveu que a população de Pisquim era composta principalmente por sunitas xafeítas, com minorias sunitas hanafitas e xiitas e se restringiu a dizer que a população de Quiave era principalmente composta por "fabricantes de botas e trabalhadores de tecidos".